# شنيئور ليفسون
شنيئور ليفسون (بالعبرية: שניאור ליפסון‏) (18 مارس 1914 في تل أبيب - 22 يناير 2001 في رحوفوت) فيزيائي وكيميائي إسرائيليًا. كان مديراً علمياً لمعهد وايزمان للعلوم، ومؤسس الجامعة المفتوحة في إسرائيل، وحصل على جائزة إسرائيل لعام 1969 في مجال علوم الحياة.
اشتهر ليفسون بعمله على المنهج المتسق في نظرية«مجال القوة»، وهي إحدى النظريات الرئيسية وراء النمذجة الحاسوبية ثلاثية الأبعاد للجزيئات الكبيرة.
في عام 2013 ترأس فريق عمل علمي في معهد وايزمان للعلوم، كان من ضمنه أريه وارشيل، الذي كان وقتها طالبا في مرحلة الدكتوراه، ومايكل لويت الذي حصل لاحقا ًعلى جائزة نوبل في الكيمياء. وعمل فريق العمل على تطوير تطبيقات المنهج المتسق لظرية مجال القوة للديناميكيات الجزيئية للبروتينات.

## حياته
ولد ليفسون في تل أبيب عام 1914 لعائلة من المهاجرين الروس. وأثناء دراسته في ثانوية هرتسليا العبرية، انضم إلى حركة هاشومير هاتساعير (الحراس الشباب). وفي عام 1932، بعد إكمال دراسته شارك في تأسيس كيبوتس يعرف حاليا باسم نير دافيد، في وادي يزرعيل، حيث عمل مدرسًا للعلوم الطبيعية.
في عام 1942، انضم إلى الميليشيات المسلحة لحركة البلماح (وهي الجيش السري لليهود في فترة الانتداب البريطاني على فلسطين)، ولكن بعد عام تم تسريحه لمتابعة دراسته الأكاديمية. وبعد حصوله على بكالوريوس العلوم في الفيزياء والرياضيات، عاد إلى التدريس في مدرسة كيبوتس مشمار هعيمق.
عندما اندلعت الحرب العربية الإسرائيلية عام في عام 1948، انضم ليفسون إلى الجيش الإسرائيلي، فجُند في الفيلق العلمي في الجيش الإسرائيلي، وخدم تحت قيادة أهارون كاتسير، الذي كان حينها رئيسًا لقسم البوليمرات في معهد وايزمان للعلوم.

## عمله

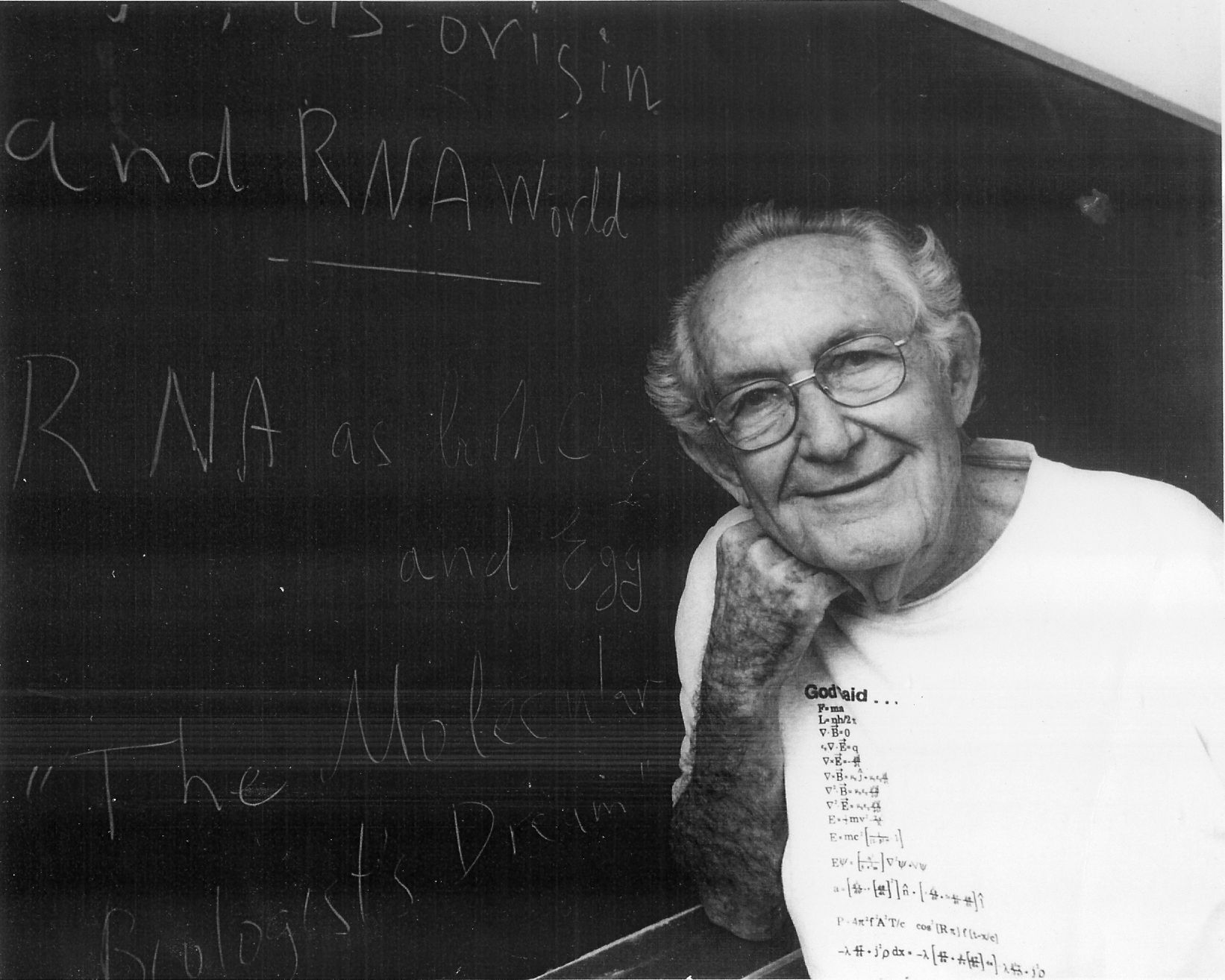
الحمض النووي الريبي مثل فكرة «الدجاجة والبيضة»، كان حلم عالم الأحياء الجزيئية...

في عام 1949، انضم ليفسون إلى قسم كاتسير في معهد فايتسمان، في الوقت الذي كان يعد فيه رسالة الدكتوراه في الجامعة العبرية في القدس تحت إشراف كاتسير. وحصل على الدكتوراه في عام 1954، عن أطروحة حول المحاليل متعددة الكهارل. ولا يزال البحث الذي أجراه حول هذا الموضوع في الخمسينيات من القرن الماضي بمثابة حجر الزاوية لفهم سلوك الجزيئات الكبيرة المشحونة، البيولوجية والاصطناعية، في المحاليل المائية. ويتغير نشاط الجزيئات الكبيرة البيولوجية مثل DNA وRNA والإنزيمات والبروتينات الأخرى بسبب درجة الحرارة والملوحة والظروف الخارجية الأخرى. استخدم ليفسون طرق الميكانيكا الإحصائية لدراسة التغيرات الهيكلية لهذه الجزيئات في المحلول.
في وقت لاحق من حياته المهنية، شارك ليفسون في صياغة نظرية انتقال اللولب الحلزوني في الجزيئات الكبيرة البيولوجية، وهي عملية يكون توضيحها ضروريًا لفهم التغييرات الهيكلية المتعلقة بتطوي البروتين. ثم طور ليفسون طريقة لحساب التفاعلات بين القوى التي تمارسها المكونات الجزيئية المختلفة على بعضها البعض، تُعرف باسم طريقة مجال القوة المتسقة، مما يجعل من الممكن توصيف الجزيئات من الناحية الرياضية والفيزيائية، وكذلك التنبؤ وحساب طاقة التفاعل بين مكوناتها.
لقد سهلت القدرة على حساب القوى العاملة بين الذرات المختلفة بمساعدة طريقة ليفسون توضيحًا أساسيًا لهيكل وديناميكيات الجزيئات البيولوجية وأدت في النهاية إلى طفرة في فهم تطوي البروتين والأمراض التي يسببها التطوي المعيب. واليوم تم تصميم العديد من الدراسات حول تطوي البروتين على أساس التنبؤات التي تم الحصول عليها من خلال مثل هذه الحسابات. وتتيح طريقة مجال القوة المتسقة أيضًا التخطيط الدقيق للتفاعلات الكيميائية ودراسة وظيفة الجزيئات المختلفة في الأنظمة البيولوجية، من بينها التفاعلات بين البروتينات المختلفة، وربط الأيونات بالجزيئات الحيوية، وإعادة تصميم البروتينات.وتحتل هذه الطريقة مكانا أساسيا المناهج الحسابية النظرية في علم الأحياء البنيوي الحديث. وفي الصناعة، أدى بناء النماذج الجزيئية باستخدام هذه الطريقة إلى تعزيز تطوير الأدوية والمضافات الغذائية ومبيدات الآفات والعديد من المواد الكيميائية الأخرى.

## التكريمات والمناصب
شغل ليفسون العديد من المناصب القيادية في البحث والتعليم في إسرائيل. حيث شغل منصب المدير العلمي لمعهد وايزمان (1963-1967) وعميد كلية الكيمياء (1972-1978). وأسس قسم الفيزياء الكيميائية بمعهد وايزمان وشغل منصب رئيسه (1963-1979).
وفي عام 1970، عين وزير التربية والتعليم إيغال ألون، ليفسون لرئاسة لجنة تبحث في إمكانية إنشاء جامعة مفتوحة في إسرائيل. وأوصت اللجنة بإنشاء مؤسسة تعليمية على غرار المؤسسات التعليمية الموجودة في المملكة المتحدة. وبعد إنشاء جامعة إسرائيل المفتوحة، شغل ليفسون منصب رئيس الجامعة الأول (1974-1975). كما شغل منصب رئيس تحرير جريدة الأطفال البريطانية بالعبرية، التي نُشرت ابتداءً من عام 1977.
وحصل على العديد من الجوائز منها: جائزة وايزمان (1958)، وجائزة إسرائيل (1969)، وانتخابه لأكاديمية إسرائيل للعلوم والإنسانيات (1999). وعين زميلًا فخريًا في جامعة إسرائيل المفتوحة (1991)، وحصل على الدكتوراه الفخرية. وحصل على دكتوراه فخرية من الجامعة العبرية في القدس (2000). وحصل على لقب «المواطن الفخري لرحوفوت» من مدينة رحوفوت (2000). وكان عضوا في مجلس أمناء مسرح كاميري في تل أبيب وفي مجلس أمناء التلفزيون التربوي الإسرائيلي.

## روابط خارجية
- شنيئور ليفسون في موقع معهد وايزمان
- السيرة الذاتية للبروفيسور ليفسون